# Avenida Bolognesi (Piura)
La avenida Bolognesi es una de las principales avenidas de la ciudad de Piura. Esta se extiende de este a oeste, conectando los distritos de Piura y Castilla.

## Recorrido
La avenida empieza en el cruce con la avenida Tacna, en el distrito de Castilla. Esta atraviesa el río Piura a través del puente de mismo nombre. Después, atraviesa la avenida Don Bosco, los jirones Arequipa y Junín hasta llegar al Óvalo Bolognesi, en el distrito de Piura, donde cruza la avenida Loreto. Eventualmente, recorre la avenida Sullana hasta llegar a la intersección con la avenida San Martín, donde abruptamente termina, al frente del Cuartel Grau del Ejército del Perú.